# Porsa
Porsa è una suddivisione dell'India, classificata come municipality, di 33.097 abitanti, situata nel distretto di Morena, nello stato federato del Madhya Pradesh. In base al numero di abitanti la città rientra nella classe III (da 20.000 a 49.999 persone).

## Geografia fisica
La città è situata a 26° 40' 12 N e 78° 22' 29 E e ha un'altitudine di 153 m s.l.m..

## Società

### Evoluzione demografica
Al censimento del 2001 la popolazione di Porsa assommava a 33.097 persone, delle quali 17.813 maschi e 15.284 femmine. I bambini di età inferiore o uguale ai sei anni assommavano a 5.483, dei quali 2.976 maschi e 2.507 femmine. Infine, coloro che erano in grado di saper almeno leggere e scrivere erano 21.959, dei quali 13.444 maschi e 8.515 femmine.